# Sataspes infernalis
Sataspes infernalis är en fjärilsart som beskrevs av John Obadiah Westwood 1848. Sataspes infernalis ingår i släktet Sataspes och familjen svärmare. Inga underarter finns listade.